# Faust Vallès i Vega
Faust Vallès i Vega Baró de la Pobla i afeccionat a l'astronomia, va acollir a Pierre Méchain en el seu pas per les comarques castellonenques quan aquest mesurava el meridià de París per tal de definir el metre com a la unitat fonamental de longitud del Sistema Internacional de pesos i mesures. Méchain va morir a la casa del Baró a la plaça Cardona Vives de Castelló de la Plana.